# Calocea
Calocea é um gênero de traça pertencente à família Arctiidae.